# Музей історії Донецького металургійного заводу
"Музей історії Донецького металургійного заводу" - один з 140 музеїв міста Донецька.
Створений в 1955 році. Розташовано в "Будинку техніки". Ідея створення належить директорові ДМЗ Павлу Васильовичу Андрєєву. Фонд музею становить більше 3000 експонатів. В 1971 році музею було надано звання народного. Серед експонатів сертифікат продукції, яка випускається заводом, 1900 року, оригінали фотографій нижегородської промислової виставки 1896 року та інших.